# Давід Лаґеркранц
Давід Ґуннар Франціск Лаґеркранц (швед. David Gunnar Fransiscus Lagercrantz; нар. 4 вересня 1962, Сульна, Швеція) — шведський журналіст та публіцист, живе у Стокгольмі. Найвідомішою працею автора стала біографія відомого шведського футболіста Златана Ібрагімовича. В кінці серпня 2015 року вийшов його роман «Дівчина в павутині», який став продовженням трилогії «Міленіум» Стіґа Ларссона.

## Життєпис
Давід Лаґеркранц народився 4 вересня 1962 року в Сульні поруч зі Стокгольмом, де і пройшло його дитинство. Він ріс разом з братами і сестрами. Його сестра Маріка (нар.12 липня 1954) — відома в Швеції акторка та дипломат.
Сім'я Лаґеркранц добре відома у Швеції. Його батько — Олаф Лаґеркранц, шведський поет і публіцист, мати — Мартіна Руїн, дочка філософа Ґанса Руїна, оберталися в журналістських та письменницьких колах.
Давід Лаґеркранц походить, по батьківській лінії, з дрібної шляхти Лаґеркранців, а по бабусі є нащадком поета XIX століття Еріка Ґустава Ґейера. Давід Лаґеркранц одружений із журналісткою та керуючою «Dagens Eko» Анною Карін Лаґеркранц (нар.5 грудня 1973). Батько трьох дітей. Живе та працює у Стокгольмі.

### Журналістська та письменницька кар'єра

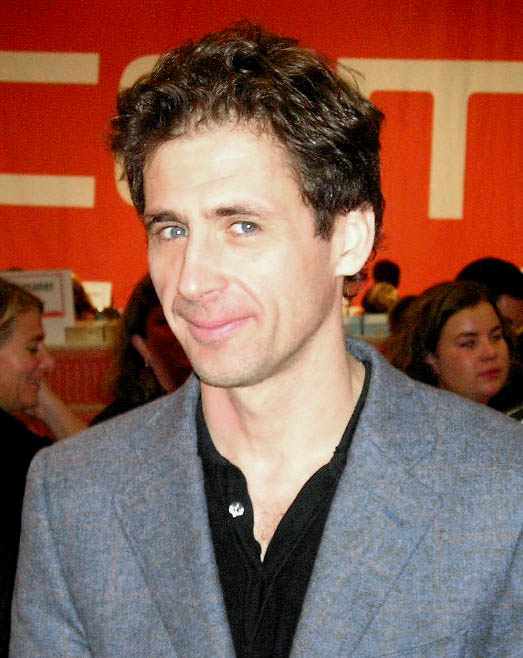
Лаґеркранц на книжковому ярмарку Гетеборга. 2005

Вивчав філософію і теологію в університеті, а також закінчив журналістську школу Гетеборга. За словами самого Лаґеркранц, його шляхетне походження більше заважало йому в журналістській кар'єрі, оскільки на початку 80-х, коли почалася його професійна діяльність, в літературі та журналістиці у Швеції панували ліворадикали. До таких, як Лаґеркранц, вони ставилися прохолодно. Тому світогляд Лаґеркранц якраз і сформувався під впливом ліворадикальної шведської еліти 1980-х. Однак Лаґеркрантц перестав брати участь у політичних дискусіях під час журналістської діяльності.
Перший свій досвід отримав, працюючи у таблоїді «Sundsvalls Tidning». Далі він переходив працювати у шведську щоденну газету «Expressen». Лаґеркранц працював у ній до 1993 року, висвітлюючи кримінальні події на рубежі 80-90-х років. Так він висвітлював потрійне вбивство у Омселе, що сталося 3 липня 1988 року в Швеції. Згодом він написав книгу «Ангели в Омселе», де описав усе.

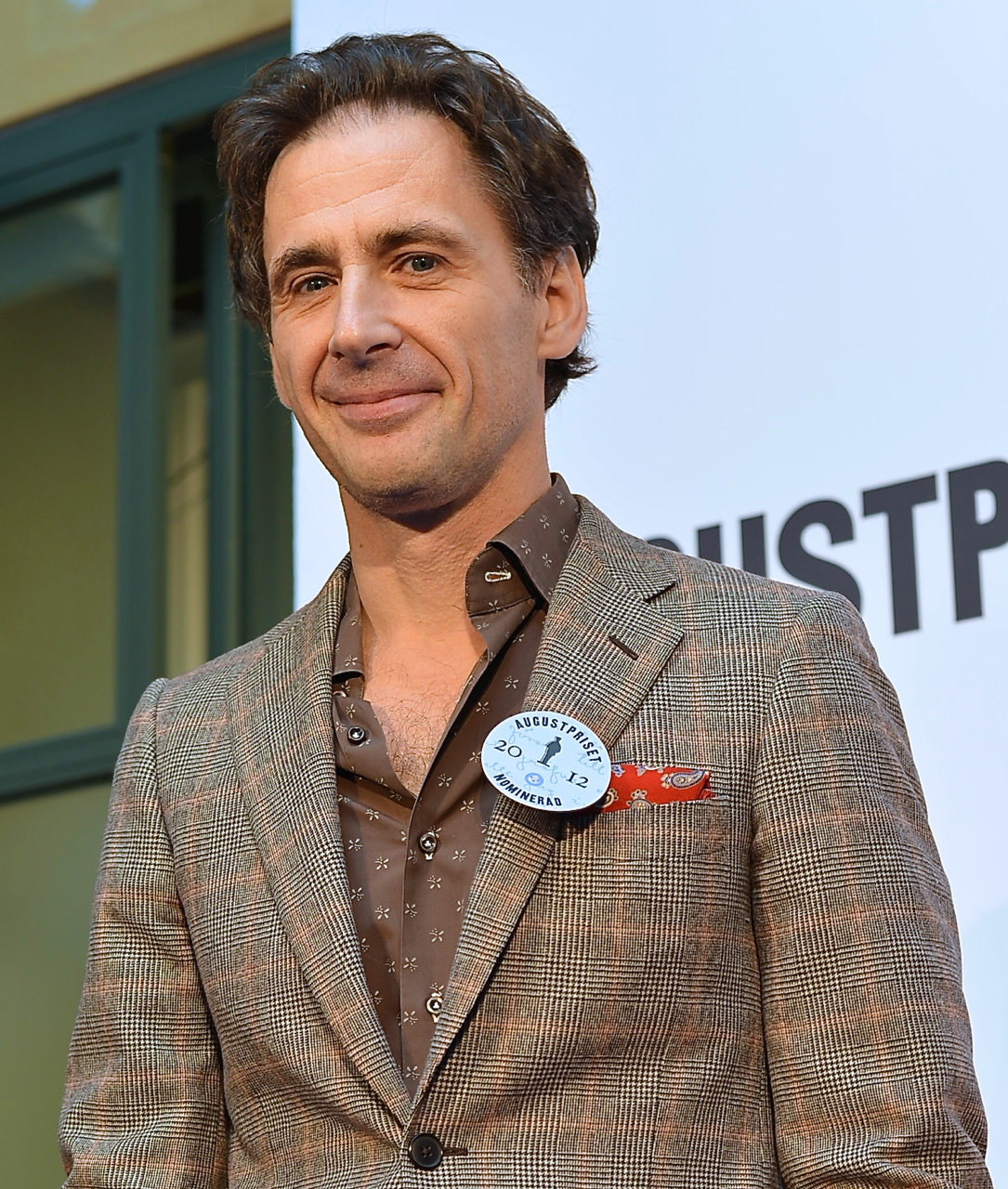
Лаґеркранц на нагородженні «Серпневою премією». 22 жовтня 2012

У 1997 році Лаґеркранц дебютував як автор з книгою «Єран Кропп 8000 плюс», у якій розповідається про шведського мандрівника та альпініста Єрана Кроппа.
Визнання широким загалом Давіда Лаґеркранца прийшло у листопаді 2011 року, коли вийшла книга про зірку світового футболу і гравця шведської збірної Златана Ібрагімовича «Я — Златан Ібрагімович», яка швидко увійшла в списки бестселерів як у Швеції та за її межами. В основу книги увійшли 100 годин інтерв'ю з одним з найбільш яскравих футболістів сучасності. Книга мала комерційний успіх, її видали більш як на 30 мовах. За цю книгу Лаґеркранц отримав престижну «Серпневу премію» у 2012 році.
У 2009 році написав роман «Гріхопадіння у Вінслоу», про англійського математика та криптографа Алана Тюрінґа.

### Праця над«Міленіумом»
У грудні 2013 року стало відомо, що видавництво «Norstedts» уклало угоду з Давідом Лаґеркранцем на створення 4-ї книги з серії «Міленіум» Стіґа Ларссона. За словами директора видавництва «Norstedts» Еви Ґедін, завданням Лаґеркранца було написати «абсолютно незалежне продовження книг Стіґа Ларссона». Видавництвом «Norstedts» було вжито безпрецедентних заходів безпеки, аби інформація про сюжет нової книги не потрапила в пресу завчасно. Так Давід Лаґеркранц під час роботи над рукописом користувався комп'ютером, який не був підключеним до інтернету. Текст редактору передавався по-старому — з рук у руки і виключно на папері.
У березні 2015 автор оголосив про успішне закінчення роботи над книгою. За його словами, він намагався дотримуватися літературного стилю Стіга Ларссона, однак письменник зазначив, що не використав оригінальний рукопис останнього. Реліз книги під назвою «Дівчина в павутині» відбувся 27 серпня 2015 року в Стокгольмі.
У листопаді 2016 року Давід Лаґеркранц повідомив, що випустить п'яту книгу з циклу «Міленіум» у вересні 2017 року. Нова праця Лаґеркранца отримала попередню назву «Людина, яка шукала свою тінь».

## Доробок

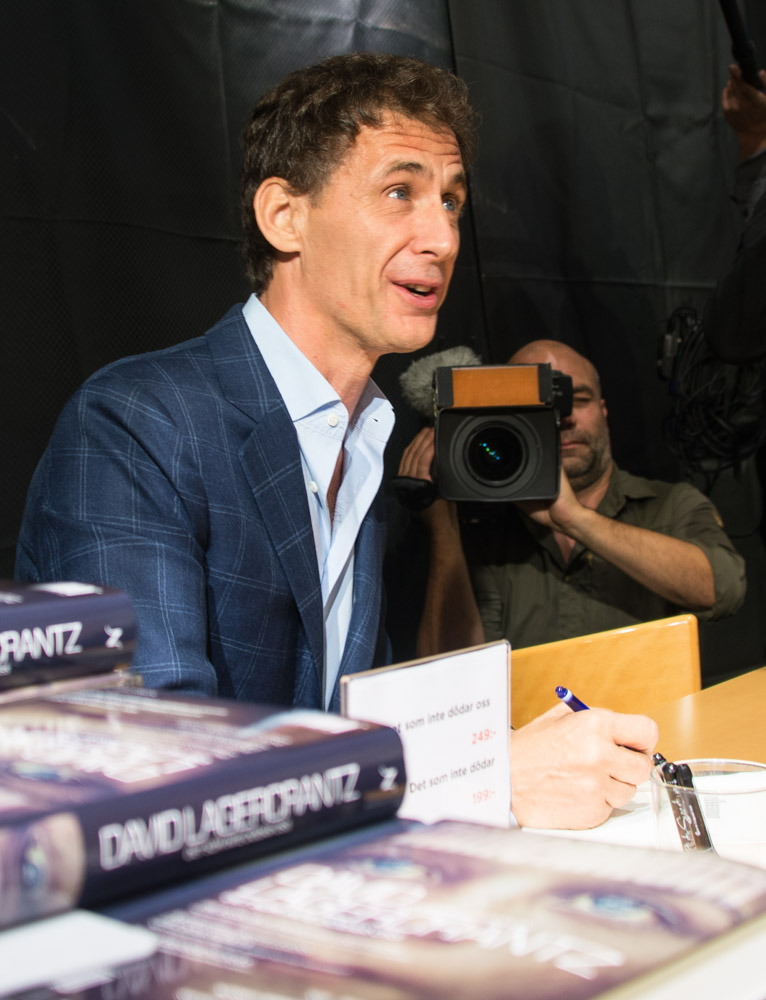
Давід Лаґеркранц під час презентації книги «Дівчина у павутинні» 27 серпня 2015 року в Стокгольмі.

- 1997 — «Ґоран Кропп 8000 плюс» / швед. Goran Kropp 8000 plus;
- 1998 — «Ангели в Омселе» / швед. «Anglarna i Amsele»;
- 2000 — «Шведський геній» / швед. «Ett svenskt geni»;
- 2001 — «Падіння» / швед. Stjarnfall;
- 2002 — «Там, де трава ніколи не росте» / швед. «Dar graset aldrig vaxer mer»;
- 2003 — «Спогади дитинства» / швед. «Underbarnets gata»;
- 2005 — «Небо над Еверестом» / швед. «Himmel over Everest»;
- 2006 — «Шведський геній — історія Ланса та війни яку він почав» / швед. «Ett svenskt geni – berattelsen om Hakan Lans och kriget han startade»;
- 2009 — «Гріхопадіння у Вілмслоу» / швед. «Syndafall i Wilmslow»;
- 2011 — «Я — Златан Ібрагімович» / швед. «Jag ar Zlatan Ibrahimovic»;
- 2015 — «Дівчина у павутинні» / швед. Det som inte dodar oss («Те, що нас не вбиває») — продовження трилогії Міленіум.

Український переклад
- Дівчина у павутинні: роман / Давід Лаґеркранц; переклад з англ. Анатолія Хлівного. — Харків: Клуб Сімейного Дозвілля, 2016. —427 с. — 6 000 екз. ISBN 978-617-12-1471-2